# Platypalpus alluaudi
Platypalpus alluaudi är en tvåvingeart som beskrevs av Patrick Grootaert och Chvala 1992. Platypalpus alluaudi ingår i släktet Platypalpus och familjen puckeldansflugor.
Artens utbredningsområde är Marocko. Inga underarter finns listade i Catalogue of Life.